# Hypocladia elongata
Hypocladia elongata là một loài bướm đêm thuộc phân họ Arctiinae, họ Erebidae.